# Dasjintjilen
Dasjintjilen (mongoliska: Дашинчилэн Сум, Dashinchilen, Дашинчилэн, Dashinchilen Sum) är ett distrikt i Mongoliet.   Det ligger i provinsen Bulgan, i den centrala delen av landet, 210 km väster om huvudstaden Ulaanbaatar.